# آیانو ساتو (اسکیت‌باز سرعت)
آیانو ساتو (انگلیسی: Ayano Sato؛ زادهٔ ۱۰ دسامبر ۱۹۹۶) اسکیت‌باز سرعت اهل ژاپن است.